# 宮崎県信用農業協同組合連合会
宮崎県信用農業協同組合連合会（みやざきけんしんようのうぎょうきょうどうくみあいれんごうかい）は、宮崎県宮崎市に本所を置いていた、宮崎県内の農業協同組合の信用事業を統括する県域農協系金融機関。県内農業協同組合を会員としていた。

## 概要
- 通称は「JA宮崎信連」または「JAバンク宮崎」。統一金融機関コードは3045。主に法人顧客を中心としており、個人取引は殆どない。

## 沿革
- 1948年（昭和23年） - 設立。
- 2025年（令和7年）3月1日 - 県内の他の連合会とともにJAみやざきと統合。

## 店舗所在地
- 本所（001）/宮崎県宮崎市霧島一丁目1番1号 宮崎県農協会館内